# John Gilbert
John Gilbert, eg. John Pringle, född 10 juli 1897 i Logan, Utah, död 9 januari 1936 i Bel Air, Los Angeles, Kalifornien, var en amerikansk skådespelare, manusförfattare och regissör. Gilbert blev berömd under stumfilmseran och en populär förste älskare, kallad "The Great Lover". På höjden av sin karriär var han rival med Valentino om att vara biografernas största dragplåster. Bland Gilberts filmer märks Hans timme (1924), Han som får örfilarna (1924), Den glada änkan (1925), Den stora paraden (1925), Boheme (1926), Åtrå (1926), Anna Karenina (1927) Gröna hatten (1928) och Drottning Christina (1933).

## Biografi
John Gilbert var son till en framgångsrik komiker. Han gjorde filmdebut 1916 och inom ett år började Gilbert få mer betydande roller. Hans första stora roll var i Kitty i Kentucky 1919, där han spelade mot Mary Pickford; under denna tid var han känd som "Jack Gilbert".
Gilbert kom att bli en av stumfilmens största romantiska älskare i konkurrens med Rudolph Valentino. När Valentino avled 1926 blev han den ledande filmcharmören. Han fick sin höjdpunkt i karriären genom fyra filmer med Greta Garbo - Åtrå, Anna Karenina, Gröna hatten och Drottning Christina.
Det var allmänt känt att Gilbert var helt betagen i Greta Garbo och under inspelningen av Drottning Christina besökte han henne ofta i hennes omklädningsrum. Filmbolaget MGM lät publicera artiklar om förhållandet mellan Gilbert och Garbo, men Garbo förnekade senare att de två haft en kärleksaffär.
Ljudfilmens intåg gjorde att Gilberts stjärna började dala. Vissa menar att hans röst var alltför gäll, andra filmexperter menar att det romantiska rollfack han specialiserat sig på var på utdöende. Gilbert började dricka kopiöst och avled, 38 år gammal, av en hjärtinfarkt.

### Privatliv
Gilbert var gift fyra gånger, första gången 1917-1922 med Olivia Burwell, andra gången 1923-1924 med skådespelaren Leatrice Joy, tredje gången 1929-1932 med skådespelaren Ina Claire och sist 1932-1934 med skådespelaren Virginia Bruce.

## Filmografi i urval
- 1916 – Hell's Hinges
- 1919 – Den vita ljungen
- 1919 – Kitty i Kentucky
- 1920 – Blindskär
- 1920 – Sjudande blod
- 1921 – Kvinnorna måste leva
- 1922 – Monte Cristo
- 1924 – Han som får örfilarna
- 1925 – Den glada änkan
- 1925 – Den stora paraden
- 1926 – Boheme
- 1926 – Åtrå
- 1927 – Anna Karenina
- 1927 – The Show
- 1928 – Syndens masker
- 1928 – Gröna hatten
- 1929 – Hollywood-revyn 1930
- 1931 – Gentleman's Fate
- 1931 – Parispolisens överman
- 1931 – Ett nattligt äventyr
- 1932 – Älskaren
- 1933 – Fast Workers
- 1933 – Drottning Christina
- 1934 – Ett skepp kommer lastat...